# روبي باتلر
روبي باتلر (بالإنجليزية: Robbie Butler)‏ هو سياسي بريطاني، ولد في 16 أبريل 1972 في المملكة المتحدة. حزبياً، نشط في حزب ألستر الوحدوي. في 2016 Northern Ireland Assembly election ‏، انتخب Member of the 5th Northern Ireland Assembly ‏ عن دائرة وادي لاغان ‏ وقد انضم خلال فترته النيابية ‏ (7 مايو 2016 – 26 يناير 2017) للكتلة البرلمانية حزب ألستر الوحدوي وفي انتخابات جمعية أيرلندا الشمالية 2017 ‏، انتخب Member of the 6th Northern Ireland Assembly ‏ عن دائرة وادي لاغان ‏ وقد انضم خلال فترته النيابية ‏ (3 مارس 2017 – ) للكتلة البرلمانية حزب ألستر الوحدوي.